# Claudio Calia
Claudio Calia (Treviso, 29 dicembre 1976) è un fumettista italiano.

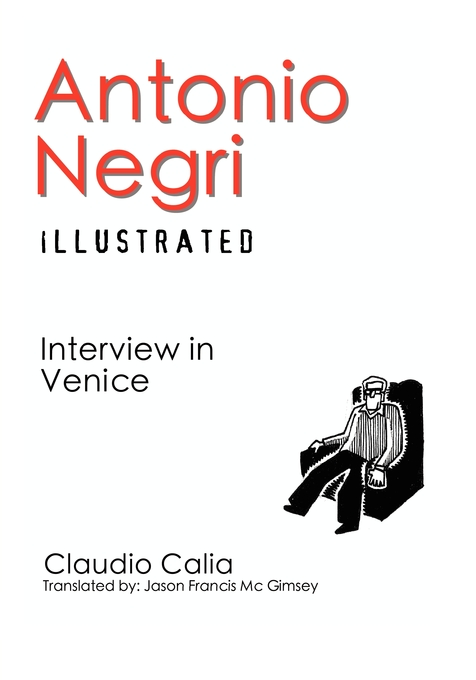
Antonio Negri Illustrated: Interview in Venice

Nel 1998, si diploma al liceo artistico di Treviso S. Caterina.
Con Niccolò Storai e Massimo Perissinotto (Treviso 1966) è tra i curatori e autori dell'antologia Lucio Fulci - poeta del macabro (Nicola Pesce Editore, 2006).
Insieme a Emiliano Rabuiti ha curato le sette antologie prodotte da Radio Sherwood in occasione del festival annuale, comparendo anche come autore con proprie storie a fumetti: Comix against Global War (autoprod. 2004), Vite Precarie (autoprod. 2005), Fortezza Europa (Coniglio Editore, 2006), Resistenze - Cronache di ribellione quotidiana (BeccoGiallo, 2007), ZeroTolleranza (BeccoGiallo, 2008), Sherwood Comix - Immagini che producono azioni (Nicola Pesce Editore, 2009) e Global Warming (NdA Press, 2010).
Il suo primo libro realizzato come autore completo è Porto Marghera - La legge non è uguale per tutti (BeccoGiallo, 2007), vincitore del premio Carlo Boscarato 2007 nella categoria "miglior libro".
Nel 2008 escono È primavera - Intervista a fumetti a Antonio Negri (BeccoGiallo, 2008) e Caro Babbo Natale..., scritto da Luana Vergari (Black Velvet Editrice, 2008).
Nel 2009 partecipa all'antologia di narrativa horror La sete - 15 vampiri italiani (Coniglio Editore, 2009), a cura di Alberto Corradi e Massimo Perissinotto e nel 2010 partecipa al volume antologico a fumetti Calavera: Apocrypha, tributo reso da vari autori italiani al personaggio di Calavera creato da Enrico Teodorani (creatore anche della più famosa Djustine).
Dopo qualche anno di "silenzio" a gennaio 2012 esce il suo nuovo libro: Piccola cucina cannibale, un progetto poetico musicale a fumetti con Lello Voce e Frank Nemola, progetto vincitore del Premio Napoli nel dicembre dello stesso anno.
Riprende l'attività per BeccoGiallo editore realizzando Dossier TAV, una questione democratica (novembre 2012) e Piccolo Atlante Storico Geografico dei Centri Sociali Italiani (febbraio 2014).
Nel marzo 2015 partecipa alla rinascita della rivista di satira milanese L'antitempo, con un lavoro sull'attentato alla sede di Charlie Hebdo del 7 gennaio 2015.

## Opere
- Porto Marghera - La legge non è uguale per tutti, BeccoGiallo, 2007, ISBN 9788885832275
- È primavera - Intervista a fumetti a Antonio Negri, BeccoGiallo, 2008, ISBN 888583244X
- Caro Babbo Natale..., testi da Luana Vergari Black Velvet Editrice, 2008, ISBN 8887827974
- Claudio Calia, Frank Nemola e Lello Voce, Piccola cucina cannibale, Squilibri, 2011, ISBN 9788889009413
- Dossier TAV. Una questione democratica, BeccoGiallo, 2012, ISBN 9788833140704
- Piccolo Atlante Storico Geografico dei Centri Sociali Italiani, BeccoGiallo, 2014, ISBN 9788897555827
- Claudio Marinaccio, Claudio Calia, Marco Corona, Smoking cat, Volume 2, Nevermind Edizioni, 2023, ISBN 9791281240025
- Allargo le braccia e i muri cadono. Don Gallo e i suoi ragazzi, Feltrinelli Comics, 2023 ISBN 9788807551369
- Dov'è la bellezza? Kamaran Najm, il primo fotografo di guerra curdo-iracheno, BeccoGiallo, 2025 ISBN 978-8833143781